# Марокканцы в Испании
Марокканцы в Испании (араб. المغاربة في إسبانيا‎; исп. Marroquíes en España) — уроженцы Марокко, проживающие на территории Испании, а также марокканцы, родившиеся в Испании или получившие испанское гражданство. По состоянию на 1 января 2017 года они составляли 16,4 % от 4 549 858 иностранцев в Испании. В настоящее время являются крупнейшей иностранной диаспорой в Испании после того, как в 2007 году их временно обошли румыны. В 2003 году они, по оценкам, составляли около 6 % всех марокканцев за рубежом. В 2022 году число марокканцев увеличилось до 981 823 человек.

## История
До 1985 года марокканцам не требовалась виза для въезда в Испанию. Многие молодые люди приезжали на сезонные или краткосрочные работы в сельском хозяйстве и промышленности, а затем покидали Испанию, не оседая там. Новый визовый режим, установленный в том году, был довольно суровым и не предусматривал постоянного вида на жительство. В 1989 году группа марокканских рабочих сформировала организацию Asociación de Trabajadores Inmigrantes Marroquíes en España для защиты своих трудовых прав. Ещё в 1992 году официальная статистика показывала, что в Испании проживает всего 16 665 марокканцев (из которых 14 998 жили на Пиренейском полуострове). В последующие годы многие марокканцы прибыли, чтобы занять рабочие места в сельском хозяйстве, гостиничном бизнесе, строительстве и сфере услуг. К 2000 году их количество увеличилось до 201 182 человек. Наряду с ростом числа мигрантов, их состав также изменился, с более высокой долей женщин среди них.
В 2000 году прошёл значительный сдвиг в испанских иммиграционных законах: был принят Закон 4/2000, который установил механизмы для воссоединения семей, урегулированию статуса  нелегальных мигрантов и получения постоянного вида на жительство. К 2008 году официальная статистика показала 752 695 марокканцев, легально проживающих в Испании. Начиная с сентября того же года, испанские власти предложили выплаты для безработных иммигрантов, если они согласятся покинуть страну. Поскольку официальная статистика показывала 82 262 безработных марокканцев в Испании, ожидалось, что многие воспользуются выплатами. Однако, согласно предварительным данным, марокканское население Испании продолжало расти в течение года и достигло 858 000 к началу 2011 года, что на 8,8 % выше, чем в 2008 году.
С 2000 по 2016 год 211 709 марокканцев были натурализованы как граждане Испании. Только в период 2010—2015 годов гражданство получили 127 474 человека. В учебном году 2015-2016 годов в испанских школах обучалось 174 774 марокканца, что указывает на молодой возрастной профиль общины.
По состоянию на 2018 год в автономном сообществе Каталония проживало наибольшее количество марокканцев — 209 920 человек. На втором месте было автономное сообщество Мурсия — 79 482 марокканцев.

## Радикализация
Из 235 джихадистов, арестованных или убитых в Испании в период с 2013 по 2017 год, около 46 % были марокканского происхождения. 53 % родились в Марокко, преимущественно в регионе Эр-Риф.